# Aleuroparadoxus arctostaphyli
Aleuroparadoxus arctostaphyli là một loài côn trùng cánh nửa trong họ Aleyrodidae, phân họ Aleyrodinae.
Aleuroparadoxus arctostaphyli được Russell miêu tả khoa học đầu tiên năm 1947.